# 天主教的里雅斯特教區
天主教的里雅斯特教區（拉丁語：Dioecesis Tergestina）是天主教會在義大利的一個教區。屬戈里齊亞總教區。
教區成立於6世紀，第一位見於文獻的主教在542至565年間任職。1828年6月30日與現屬斯洛文尼亞的科佩爾教區合併，1977年10月17日分開。  
教區包括的里雅斯特省四市，2004年有教友160,000人，佔轄區總人口96.4%。教區下轄131個堂區，有141名司鐸。現任教區主教為詹保羅·克列帕迪領銜總主教。